# Pałac Schmettau'ów we Wrocławiu
Pałac Schmettau'ów  – pałac miejski, który znajdował się u zbiegu ulicy św. Mikołaja i Kiełbaśniczej we Wrocławiu. Zniszczony podczas II wojny światowej, rozebrany na początku lat 70. XX wieku.

## Historia i architektura
Wczesnobarokowy pałac został wzniesiony pod koniec XVII wieku, w miejsce dawnych kamienic, lub powstał po gruntownej przebudowie dwupiętrowej kamienicy w 1668 roku, na zlecenie hrabiego Georga von Schmettau. Był budynkiem trzyskrzydłowym, trzykondygnacyjnym, o elewacji horyzontalnej zakończonej w narożnikach boniowaniem. Od strony ulicy Mikołaja, w osi środkowej dziewięcioosiowej fasady, znajdował się portal zwieńczony naczółkami, który prowadził do sieni przelotowej. Nad portalem znajdował się herb szlachecki rodu von Schmettau. Drugi podobny portal znajdował się w elewacji wschodniej, od strony ulicy Kiełbaśniczej. Jego widok został uwieczniony na rysunku Henryka Mützla. Budynek pokryty był jednokondygnacyjnym dachem namiotowym z lukarnami z obu stron.
W 1865 i 1926 roku pałac został przebudowany na reprezentatywną kamienicę zwaną „Domem Luisiana”. Projekt ostatniej przebudowy w stylu modernistycznym wykonał Hermann Wahlich Kamienica, pokryta była płaskim dachem z balustradą, a w osi środkowej od strony ul. Mikołaja posiadała dwukondygnacyjny ryzalit z portalem. Budynek został zniszczony w 1945 roku, a w latach 1972–1973 rozebrany. W jego miejsce wzniesiono budynek Renaissance Business Centre.